# August Musger
August Musger (né le 10 février 1868 - mort le 30 octobre 1929) est un prêtre et physicien autrichien.
Il est surtout connu par le fait que l'invention du ralenti lui est attribuée, découverte généralement attribuée à l’équipe d’Edison en 1894.